# Guerre de mouvement (1914)
Pour la stratégie générale, voir Guerre de mouvement.
La guerre de mouvement décrit les opérations militaires qui se sont produites au déclenchement de la Première Guerre mondiale, entre août et octobre 1914. L'expression est reprise par la suite pour d'autres conflits, en opposition au concept de guerre de position.

## Maintien et échec du plan français
- Maintien du plan français d'attaques dans le Nord-Est :
  - Résultats très limités en Alsace.
  - Échec en Lorraine.

- En Belgique, attaque allemande massive :
  - Résistance des troupes belges combattant dans les intervalles des forts de Liège. C'est un fait inattendu pour les agresseurs allemands qui perdent huit jours dans l'exécution de leur plan  visant à pénétrer en France au plus vite. Laissant les forts à leur destin (ils tomberont avec le général Leman, enseveli sous les ruines du fort de Loncin), l'armée belge se replie vers Anvers, préparé de longue date pour servir de réduit national dans la perspective d'un secours britannique. Après une victoire contre la cavalerie allemande à la bataille de Haelen. L'armée belge prend position dans le camp retranché d'Anvers, vaste position constituée de trois ceintures de forts. C'est de là que les Belges effectuent trois sorties, contraignant les Allemands à immobiliser 150 000 hommes (certaines sources disent 200 000) qui vont manquer à l'armée allemande lors de la bataille de la Marne.
  - Les troupes françaises (Lanrezac), britanniques (French) et une division belge doivent reculer après les batailles au Sud de Mons et Charleroi.

- Moltke donne l'ordre de poursuivre l'offensive pour encercler les armées alliées qui reculent :
  - Début septembre, la cavalerie allemande arrive à Meaux (25 km de Paris).
  - Le Gouvernement et le Parlement se réfugient à Bordeaux.

## Échec du plan allemand: labataille de la Marne(6-12 septembre)
- Les armées alliées reculent dans l'ordre.
- Joffre prépare la bataille d'arrêt :
  - Formation de la 6e armée mise à la disposition de Gallieni (gouverneur militaire de Paris).
  - Formation de la 9e armée confiée à Foch.

- Erreur de Von Kluck : Pour accélérer la manœuvre d'encerclement, il infléchit sa marche vers le Sud-Est et découvre ainsi le flanc droit de son armée qui crée dans le dispositif allemand une brèche, du fait de l'absence des troupes allemandes fixées en Belgique par la résistance de l'armée belge à Anvers.
- Situation habilement exploitée par le général en chef français Joffre et son état-major, cependant que le général Gallieni, commandant militaire de Paris, envoie au général Maunoury, commandant de la 6e armée sur l'Ourcq, le renfort d'une colonne d'infanterie transportée par des taxis parisiens. 
  - Attaque de la 6e armée sur le flanc allemand.
  - Résistance de Foch dans les marais de Saint-Gond.
  - Ouverture d'une brèche dans le dispositif allemand, ce qui oblige au repli.
- Recul allemand mais les armées françaises épuisées ne peuvent empêcher les allemands de s'installer sur une ligne Aisne-Champagne-Argonne.
- La bataille de la Marne marque l'échec du plan allemand et Moltke est remplacé par Falkenhayn.

## La « course aux joués » et la stabilisation du front Ouest
- L'armée belge quitte la position retranchée d'Anvers après trois sorties qui ont fixé les Allemands jusqu'au 9 octobre. Elle se retire vers la côte, laissant la dernière ligne de forts écrasée par les gros calibres de l'artillerie allemande. Les forts de la rive gauche restent cependant aux mains des Belges qui finiront par se disperser vers la côte ou vers les Pays-Bas où un certain nombre d'entre eux seront faits prisonniers.
- Chaque camp tente de déborder l'adversaire par le Nord-Ouest pour reprendre les manœuvres d'encerclement. D'où une série de combats indécis qui se traduisent par un glissement des troupes vers le Nord-Ouest, ce qui reste de l'armée belge parvenant à se replier sur l'Yser. Lille, une des principales place-fortes de la frontière du Nord de la France, la reine des Citadelles, mal défendue, est prise par l'armée allemande le 12 octobre à l'issue d'un siège destructeur.
- À partir du 15 octobre :
  - Offensive allemande sur les ports du Nord de la France (afin de couper les liaisons avec le Royaume-Uni).
  - Bataille des Flandres qui s'arrête le 17 novembre avec la fin des attaques répétées des Allemands devant la résistance victorieuse des troupes anglaises, françaises et belges.

Avec la fin de le la bataille de l'Yser, le front se stabilise.

## Les opérations orientales

### Sur le front russe
- Conformément au plan franco-russe, offensive générale qui oblige les allemands à prélever des troupes à l'Ouest (en pleine bataille de la Marne).
- Succès initiaux russes mal exploités :
  - Armées russes mal organisées et médiocrement commandées.
  - Hindenburg et Ludendorff reprennent l'offensive et écrasent les armées russes à Tannenberg (27-30 août) puis dans le secteur des lacs Mazures (8-10 septembre), mais la résistance russe ne s'effondre pas.

- Face à l'Autriche-Hongrie, succès russes à Lemberg et Rava-Rouska.

### Sur le front serbe
- Bonne résistance des Serbes qui reprennent Belgrade occupé par les austro-hongrois depuis le début du conflit.

Fin de cette guerre.

## Bilan de 1914
- La décision n'est faite ni à l'Ouest ni à l'Est.
- L'entrée en guerre de l'Empire Ottoman aux côtés de la Triplice va gêner les Alliés (pour aider la Russie).